# HyRail
HyRail (Hydrogen Railway Application International Lighthouse) est le nom d´un projet de recherche européen sur l´utilisation de piles à hydrogène pour la traction sur les engins ferroviaires. 

## Histoire
Ce projet a fait suite à l'initiative de la plate-forme HFP (Hydrogen and Fuel Cells Platform) et il devait être traité courant 2007 dans le cadre du 6e programme cadre de recherche de l’Union européenne.
Les principaux participants à ce projet de recherche étaient l’Union internationale des chemins de fer (Paris) en tant que coordonnateur, l’ENEA (Rome), l’INRETS (Satory), la SNCF (Paris), les ZSSK (Bratislava), les Universités de Pise et de Salerne, l’Institut de recherche russe VNIIZHT (Moscou) et Network Rail (Londres).

## But
Ce projet a pour objet d’évaluer les systèmes de traction à hydrogène ou hybrides pouvant être utilisés par les chemins de fer européens, et d’indiquer des scénarios de futures utilisations possibles. Il permettra de mettre en avant le pour et le contre des systèmes de traction à base d’hydrogène, compte tenu de l’efficacité énergétique et d’indiquer les limites d’utilisation de tels systèmes. Le projet HyRail permettra de développer une vision en matière de véhicules équipés de système de traction à hydrogène et de renforcer le secteur ferroviaire en Europe en lui assurant de nouvelles orientations écologiques.
Les travaux de recherche se concentrent actuellement sur le développement d’un locotracteur de manœuvre à hydrogène et sur la conception de stations d’approvisionnement en hydrogène dans les gares de triage et les installations de formation des trains.
La conférence finale a eu lieu à Bruxelles en janvier 2008.

## Sources
- « Union Internationale des chemins de Fer (UIC) »
- « Site officiel »